# Groises
Groises è un comune francese di 131 abitanti situato nel dipartimento del Cher, nella regione del Centro-Valle della Loira.

## Storia

### Simboli
Lo scudo è ornato da spighe di grano. Il comune ha adottato lo stemma il 22 luglio 2025.

## Società

### Evoluzione demografica
Abitanti censiti